# Sym-Bionic Titan
Sym-Bionic Titan is een Amerikaanse animatieserie gemaakt door Genndy Tartakovsky die werd uitgezonden op de Amerikaanse Cartoon Network van 17 september 2010 tot en met 9 april 2011. De serie telt 20 afleveringen.
In Nederland en Vlaanderen kwam de serie sinds 22 oktober 2011 op Cartoon Network. Het werd herhaald op de Vlaamse zender 2BE tot en met 27 april 2015.

## Plot
Aan het begin van de serie moet Ilana, de prinses van de planeet Galaluna, wegvluchten naar de Aarde, omdat er oorlog wordt gevoerd met de monsterachtige Mutraddi en het niet meer veilig is in haar paleis. Ze wordt begeleid door de soldaat Lance en de robot Octus.
Ze willen op de nieuwe planeet niet opvallen en gaan dus naar de middelbare school Sherman High. Hier krijgt Octus, die er Newton wordt genoemd, verkering met de cheerleader Kimmy. Ilana doet er alles aan om erbij te horen, maar Lance is daar niet in geïnteresseerd. Hierdoor wordt Lance populairder dan Ilana, want de scholieren houden van onverschilligheid.
Na school vermomt Octus zich als de vader van Lance en Ilana. De leider van de Mutraddi, Generaal Modula, zendt ondertussen gevaarlijke Mutraddi's richting de Aarde. Hij wil koste wat het kost Ilana dood hebben, want zolang de prinses in leven is, zal het leger vol moed door blijven vechten.
Ilana en Lance kunnen elk in een robot veranderen, en samen met Octus kunnen ze als drie robots versmelten tot één: de Sym-Bionic Titan. Zo kunnen ze de Mutraddi's verslaan die door hun schuld op aarde zijn beland. Het Amerikaanse leger ziet de Sym-Bionic Titan echter als de vijand...

## Nominaties
Sym-Bionic Titan kreeg twee nominaties op de 38ste Annie Awards in 2011: Stephen DeStefano voor beste karakterdesign in een televisieserie en Scott Wills voor beste productiedesign in een animatieserie.

## Rolverdeling

### Engelse stemacteurs
- Ilana: Tara Strong
- Lance: Kevin Thoms
- Octus: Brian Posehn
- General Steel, King: John DiMaggio
- Modula: Don Leslie
- Hobbs: James Horan

### Nederlandse stemacteurs
- Ilana: Lizemijn Libgott
- Octus: Simon Zwiers[1]
- Generaal Staal: Just Meijer
- Solomon: Louis van Beek
- Koning: Stan Limburg
- Hobbs: Ruud Drupsteen[2]
- Diverse rollen: Fred Meijer

## Afleveringen
1. Vlucht naar Sherman High (Escape to Sherman High)
2. Buren in Vermomming (Neighbors in Disguise)
3. Olifantenlogica (Elephant Logic)
4. De Geheimzinnige Ninja (The Phantom Ninja)
5. De Brul van de Witte Draak (Roar of the White Dragon)
6. Sjamaan van de Angst (Shaman of Fear)
7. De Strijd op Sherman High (Showdown at Sherman High)
8. Jeugdzonden (Shadows of Youth)
9. Tapje 497 (Tashy 497)
10. Les in de Liefde (Lessons in Love)
11. Het Fort van de Misleiding (The Fortress of Deception)
12. De Ballade van Enge Mary (The Ballad of Scary Mary)
13. De Innerlijke Demoon (The Demon Within)
14. Ik ben Octus (I Am Octus)
15. Rechteloos (Disenfranchised)
16. Vlucht uit Galaluna (Escape from Galaluna)
17. Onder de Drie Manen (Under the Three Moons)
18. Familiecrisis (A Family Crisis)
19. De Stalen Vijand (The Steel Foe)
20. Een Nieuw Begin (A New Beginning)